# 十六羅漢岩
座標: 北緯39度4分24秒 東経139度52分5.2秒 / 北緯39.07333度 東経139.868111度
十六羅漢岩 (じゅうろくらかんいわ)は、山形県飽海郡遊佐町にある22体の磨崖仏の総称。地元の吹浦海禅寺の21代寛海和尚が、仏教の隆盛と衆生の救済、事故死した漁師の供養と海上安全を願って、1864年から5年の年月をかけ、1868年に完成させた。水産庁による「未来に残したい漁業漁村の歴史文化財産百選」に選出されている。

## 概要

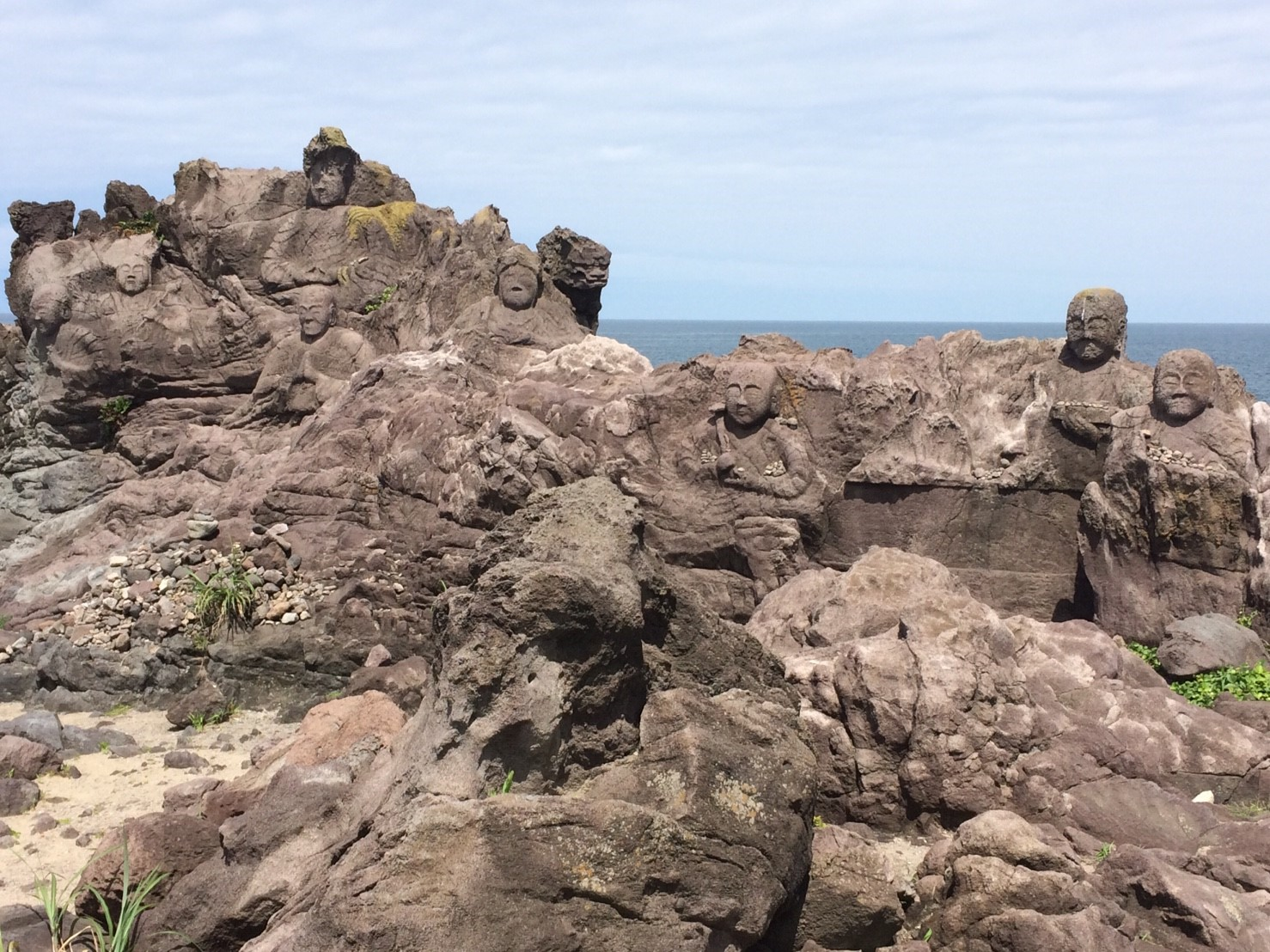
十六羅漢岩の一部

元治元年 (1864年)、近隣の吹浦海禅寺の21代寛海和尚は、仏教の隆盛と衆生の救済を願って、あるいは落命した漁師の供養と海上安全を願って、造佛を発願し、地元の石工を集めて指揮し、5年の歳月をかけて、明治元年 (1868年)に22体の磨崖仏を完成させた。寛海和尚は、造佛のための費用を工面するため、近隣在郷の協力のみならず酒田方面まで托鉢を行い資金を集めた。資金が1～2両集まるごとに石工に造佛を依頼していたため、磨崖仏は5年の間に順次造られていった。磨崖仏の完成を見た後、明治4年 (1871年)7月に寛海和尚は自身が守り仏になるため、羅漢岩の傍らの海に身を投じ、71年の生涯を閉じた。
磨崖仏は、十六羅漢の像に、釈迦牟尼仏、文殊菩薩、普賢菩薩、観音菩薩、舎利佛、目連の6体を加えた22体ある。また、仏像ではないが、獅子の像も彫られている。全ての石像が海岸の岩場に存在し、満潮時や高潮の時には長年日本海の荒波に洗われる状態にあるため、磨耗、崩落が進んでいる。海禅寺25世住職の五十嵐擧一和尚は、「形あるものは、いつかは無くなります。雨風や波で風化していくのが自然なことでしょう」と語っている。一体一体は小さいが、これだけの規模で磨崖仏が集中して刻まれているのは日本海側では珍しく、貴重な歴史史跡と言える。
吹浦は港町であり、古くから漁業を生業とするものが多く、遭難した漁師の供養、諸精霊の供養、海上安全の祈願が十六羅漢岩で行われるようになり、完成から150年経った現在も受け継がれている。毎年7月の最終土曜日に十六羅漢まつりが開催され、海上安全祈願式典が開かれている。この時期は、毎年海水浴シーズンと合わせて7月から8月にかけて夜間のライトアップが行われている。また、最近は周辺の観光地化整備が進み、歌碑や句碑が立つ展望台からは遠く飛島や日本海に沈む夕日が望むことができる。

## 地形
遊佐町一帯は鳥海山の山域にあたり、十六羅漢岩もかつて鳥海山が噴火した際に日本海に流れ出した安山岩溶岩で形成されている。
東北日本一帯は日本海東縁変動帯に近く、浅発地震発生地域にあたり、過去の歴史を遡っても数多くの地震が起こっている。中でも東北地方の日本海沿岸地域は有史以降マグニチュード7前後の大地震が記録されており、能代地震、象潟地震など、地震によって顕著な地形変化を伴った例も多い。1804年 (文化元年) に発生した象潟地震 (M=7.1) はこれらの地震の代表的な一つであり、松尾芭蕉によって "東の松島、西の象潟" と讃えられた景勝地 "象潟" の海岸隆起が有名である。象潟地震の地震被害域は広範囲に及び、本地震に伴う地形変化、特に土地の隆起量について調べた今村明恒の1935年の調査によると、象潟町小砂川から仁賀保町芹田にいたる約20kmの海岸沿いで、120～310cmの隆起量を観測している。これによると、女鹿では90～100cm、十六羅漢岩のある吹浦地域では、不明瞭ながら90cmの隆起があったと推定されている。
吹浦西浜海岸は遠浅の砂浜が広がっており、月光川河口にある吹浦漁港を越えた北側の海岸は鳥海山の裾野が日本海へ落ち込むところにできた磯へと変わり、その最初の磯が「十六羅漢」の磯にあたる。十六羅漢付近は岩の間に砂が貯まっており、直径6.5mm以下の淡褐色の砂礫で、粒子の種類は安山岩片、軽石、石英、雲母などの火山性の砂礫に貝殻などが混ざっている。

## 信仰と漁業との関係
曹洞宗は鎌倉時代の道元を開祖とする日本仏教の宗派で、鎌倉仏教、禅宗の一つである。歴史的に曹洞宗においては、釈迦如来を本尊に仰ぎ、正法護持と弁道円成に対する念が強く、羅漢信仰も盛んであった。羅漢信仰の対象は主に十六・十八羅漢で、よく奇瑞をあらわすと信じられていた。やがて時代が下ると共に、日本古来の山神地祇、鬼、動物等の霊験、あるいは仏法護持、守護、参学といった信仰が拡大されていった。信仰の担い手は専ら僧俗及び居士大姉といった特定信者であった。社会体制的に不安定な中世においては、僧宝中心的な十六羅漢や十八羅漢信仰が行われていた。
さらに時代が進んで江戸時代中期以後になると、仏教への民衆参加という要素が加わり、五百羅漢信仰が盛んとなった。曹洞宗の本質が、悟りを開いた人・目覚めた人である羅漢に倣って、求道者各自が悟りを開くことであったのに対し、江戸中期以降のそれは「亡き人に会える」という民俗的信仰や死者追慕の願望、吉凶を占うという伝承、厄災からの救済など、極めて俗世的で、合理的な信仰となった。これは、檀家制度によって宗教制度が体制的にも整備され、僧宝中心が後退し、庶民の哀歓に応えるように仏教の本質が変化したとも言える。いずれにせよ、羅漢信仰は一般的なものとなり、各地に羅漢像が建立されることが増えるきっかけとなった。
吹浦は元来、月光川河口に位置する羽州浜街道の宿駅であるだけでなく、大物忌神社の門前町として栄え、天然の良港であったため漁村としての性質も併せ持つ複合的な生業で構成されていた。1898年 (明治31年) の「山形県漁業志」によれば、漁獲高の第一位は鮭で、ついで、鯛、牡蠣、カナガシラの順であった。1955年 (昭和30年) 頃から本州における鮭の稚魚放流に対して国や県の買い上げ補助事業が始まり、孵化場の統合、拡大が進んだ。山形県では1966年 (昭和41年) から稚魚に餌を与えて十分に成長してから川に放つ「餌付け放流」が本格化した。これら孵化・放流技術の改良もあいまって、月光川水系の水産資源が増加し、山形県の放流量は年間800万尾となって岩手県に次ぐ日本海側随一の鮭放流量となった。1975年 (昭和50年)、1977年 (昭和52年) には採卵放流数一億尾を超え、1975～1980年に鮭漁の最盛期を迎えた。定置網漁の建網は月光川河口付近を避けて設けられていたが、十六羅漢沖が最も良い漁場であった。吹浦漁港では豊漁が続き、月光川河口の吹浦海面定置網場では鮭が千本水揚げされる度に千本供養塔婆を建立するようになり、最盛期には20本の塔婆が立つなど、塔婆が林立したという。やがて、千本、三千本、七千本など、漁獲高に応じて塔婆を大きくするようになった。現在でも吹浦の十六羅漢の上の丘に朽ちた塔婆が1本残っているが、七千本塔婆の名残ではないかといわれている。鮭漁の拡大に伴って、鮭の漁期が終わる11月中旬に海禅寺（曹洞宗）の僧侶を呼んで千本供養を行うようになった。千本供養は漁場を望む十六羅漢上の丘に塔婆を立て、終わると宴会を開いた。人々は羽織袴の正装で臨んだという。千本供養の謂れは、鮭千本が人一人と同じとして供養するという考え方に基づいている。

## 観光
十六羅漢岩と国道345号線を挟んで、サンセット十六羅漢 (お土産店)と駐車場が整備されている。付近には、出羽二見 (伊勢の二見浦になぞらえた海に浮かぶ双子岩)、西浜海水浴場、鳥海ブルーライン等の観光スポットがある。

### アクセス
- 住所 : 山形県遊佐町吹浦字西楯[6][9]
- 交通
  - 自動車 : 日本海沿岸東北自動車道「酒田みなとIC」から20分[9]～30分[6]
  - 鉄道 : ＪＲ羽越本線吹浦駅から5分[6][9]、遊佐駅から車で10分[6]
- 駐車場 : サンセット十六羅漢駐車場 100台[2]

### 十六羅漢まつり
毎年7月の最終土曜日に、十六羅漢まつりが開催され、海上安全祈願祭が合わせて行われる。また、7月から8月の期間は18:00～21:00の時間でライトアップが行われている。

### 歌碑・句碑
十六羅漢岩の展望台には、下のような歌碑・句碑が建てられている。但し、松尾芭蕉については十六羅漢の建立以前の作。
- 母川回帰歌碑 - 齋藤勇 (酒田市出身)

```
冬来れば 母川回帰の本能に 目覚めて愛し 鮭のぼりくる
```

- 鳥海の鳥曇り歌碑 - 佐藤要人 (最上郡出身、医学博士)

```
吹浦も 鳥海山も 鳥曇
```

- 松尾芭蕉の句碑

```
あつみ山や 吹浦かけて 夕涼み
```

## 各磨崖仏の配置
- 十六羅漢

1. 賓度羅跋囉惰闍 (びんどらばらだじゃ、ピンドーラ・バーラドゥヴァージャ 巴: Piṇḍola-bhāradvāja)
2. 迦諾迦伐蹉 (かなかばっさ、カナカヴァツァ 巴: Kanakavatsa)
3. 迦諾迦跋釐堕闍 (かなかばりだじゃ、カナカバーラドゥヴァージャ 巴: Kanakabhāradvāja)
4. 蘇頻陀 (すびんだ、スヴィンダ 巴: Suvinda)
5. 諾距羅 (なこら、ナクラ 巴: Nakula)
6. 跋陀羅 (ばだら、バドラ 巴: Bhadra)
7. 迦理迦 (かりか、カーリカ 巴: Kālika)
8. 伐闍羅弗多羅 (ばじゃらほたら、ヴァジュラプトラ 巴: Vajraputra)
9. 戍博迦 (じゅばか、ジーヴァカ 巴: Jīvaka)
10. 半託迦 (はんたか、パンタカ 巴: Panthaka)
11. 囉怙羅 (らごら、ラーフラ 巴: Rāhula)
12. 那迦犀那 (なかさいな、ナーガセーナ 巴: Nāgasena)
13. 因掲陀 (いんがだ、インガダ 巴: Iṅgada)
14. 伐那婆斯 (ばなばす、ヴァナヴァーシン 巴: Vanavāsin)
15. 阿氏多 (あじた、アジタ 巴: Ajita)
16. 注荼半託迦 (ちゅだはんたか、チューダパンタカ 巴: Cūḷapanthaka)

- その他の磨崖仏、等

　　A. 釈迦牟尼仏 (しゃかむにぶつ)

　　B. 普賢菩薩 (ふげんぼさつ、サマンタバドラ 梵: samantabhadra)

　　C. 文殊菩薩 (もんじゅぼさつ、マンジュシュリー 梵: mañjuśrī)

　　D. 舎利佛 (しゃりほつ、サーリプッタ 巴: Sāriputta)

　　E. 目連 (もくれん、モッガッラーナ 巴: Moggallāna)

　　F. 観音菩薩 (かんのんぼさつ、アヴァローキテーシュヴァラ 梵: Avalokiteśvara)

　　G. 獅子 (しし)

## 参考画像

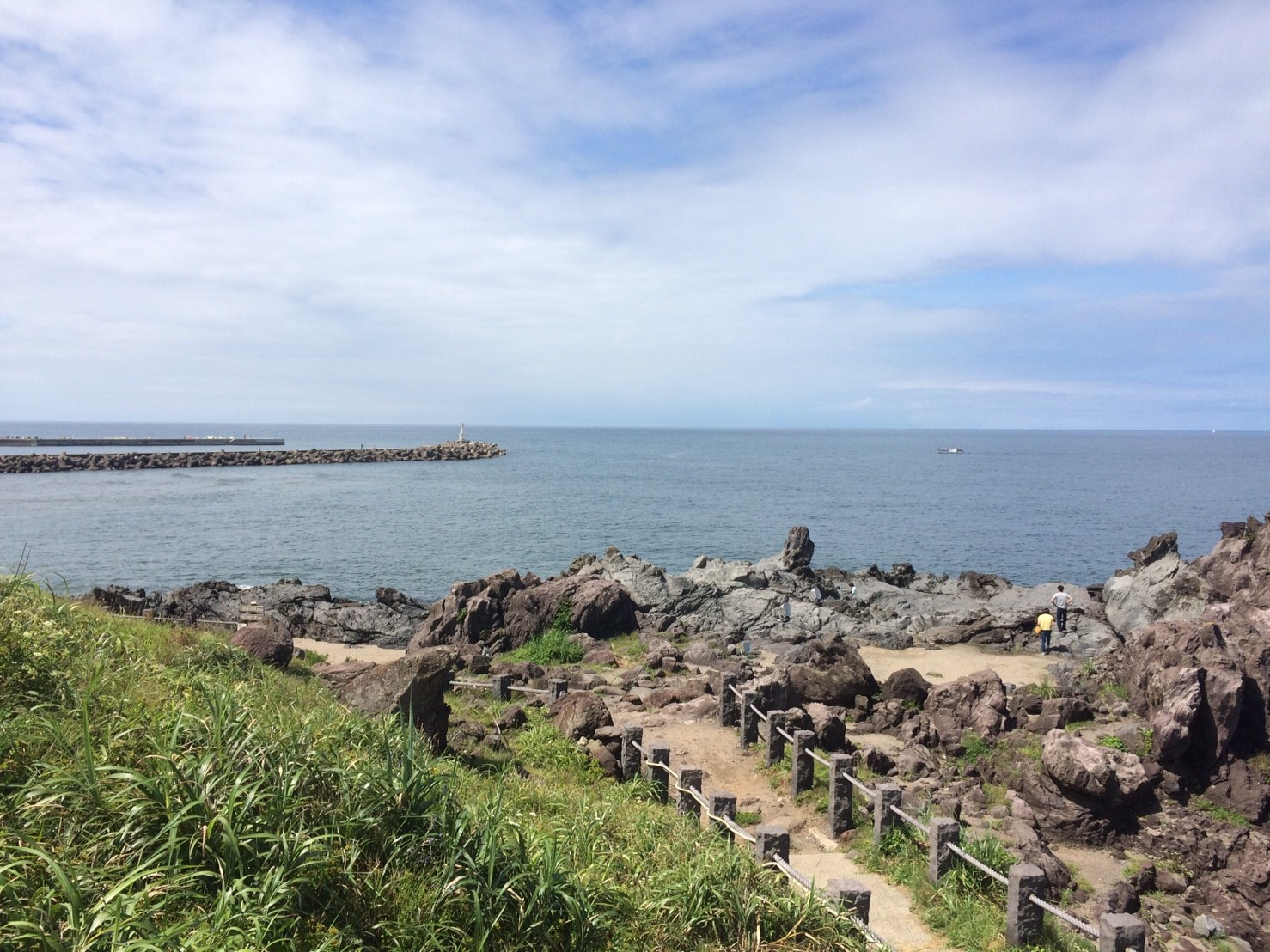
十六羅漢岩の展望台から見た全景
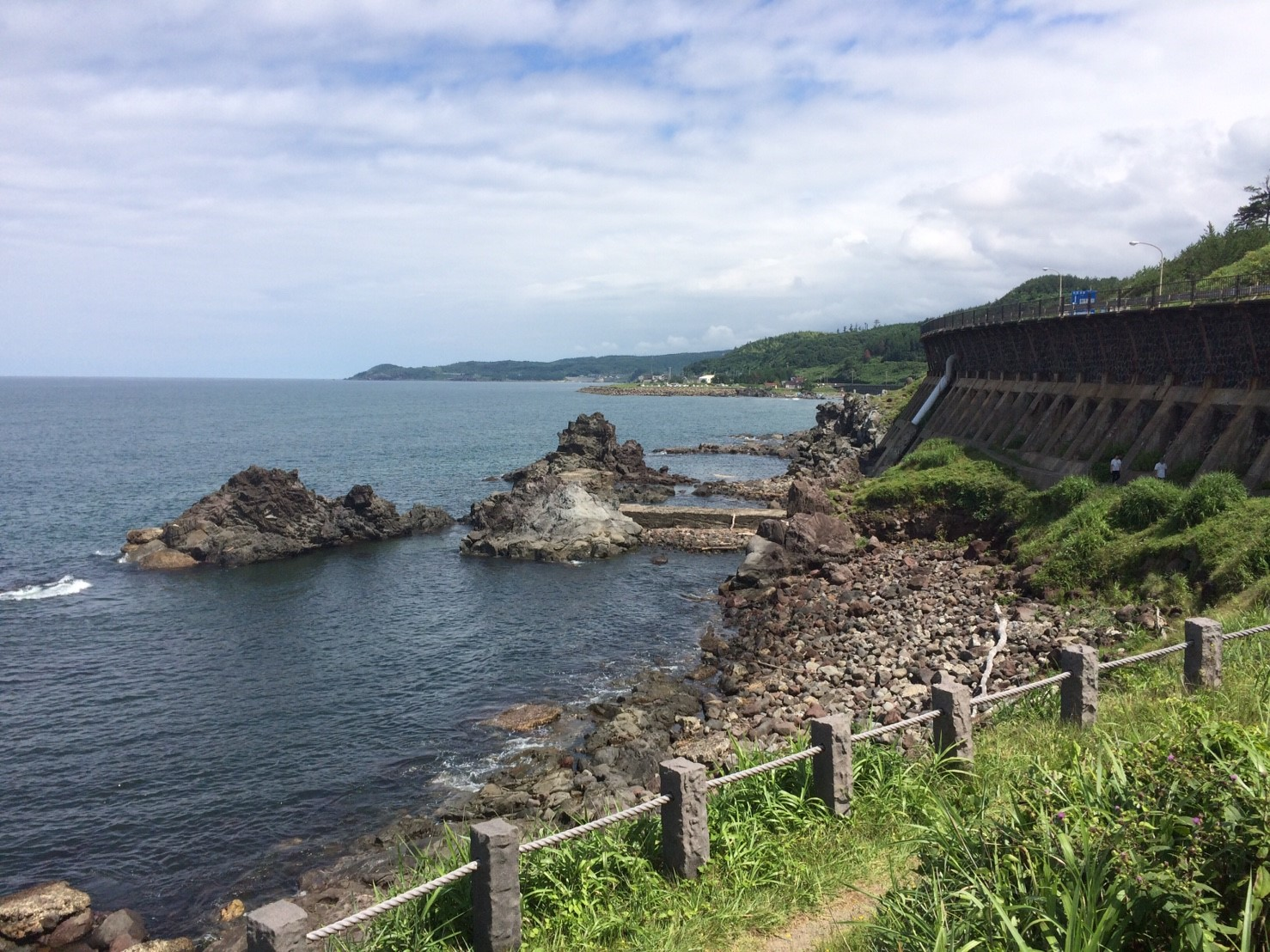
十六羅漢岩の北側の風景
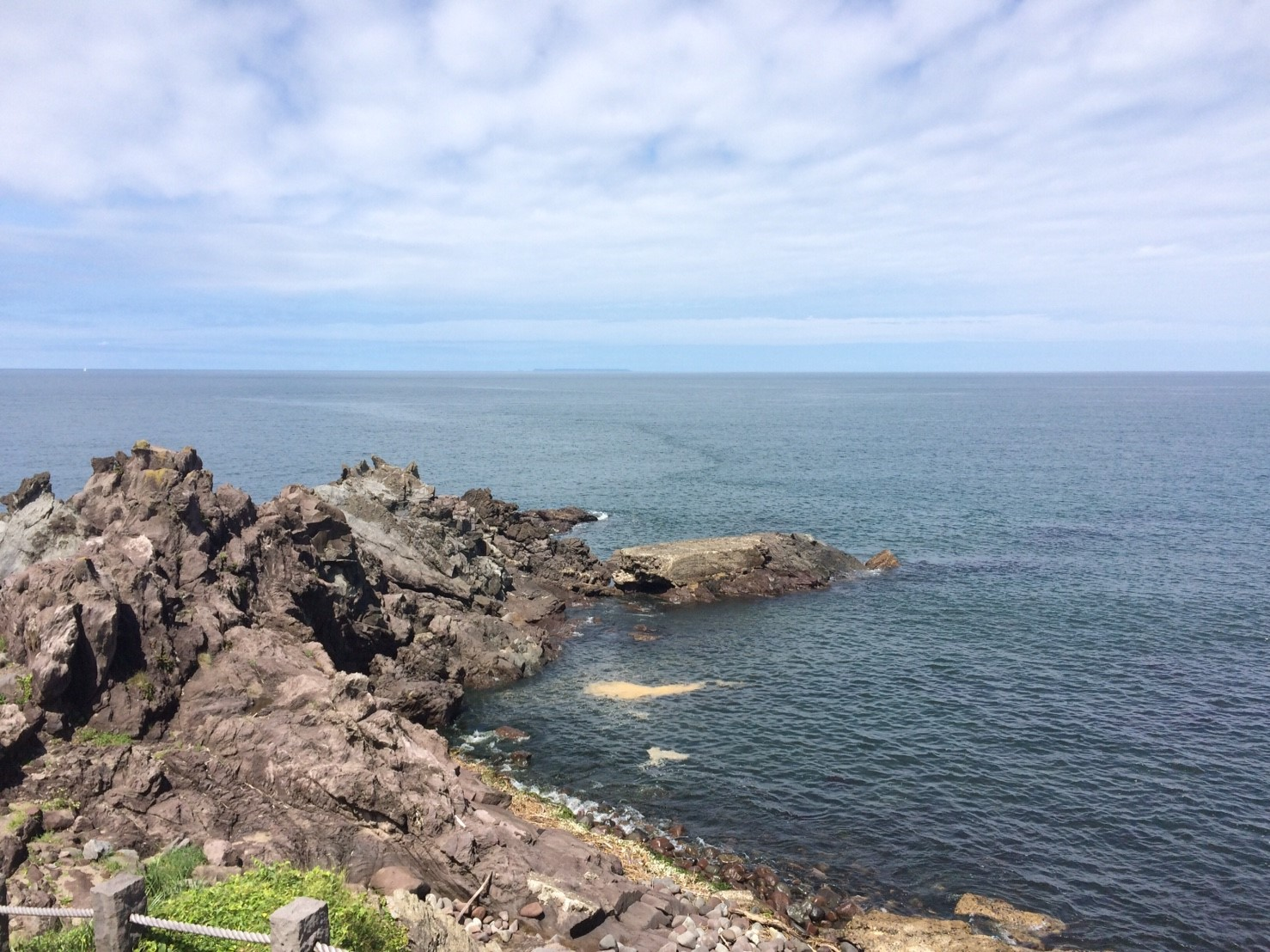
十六羅漢岩の南側の風景
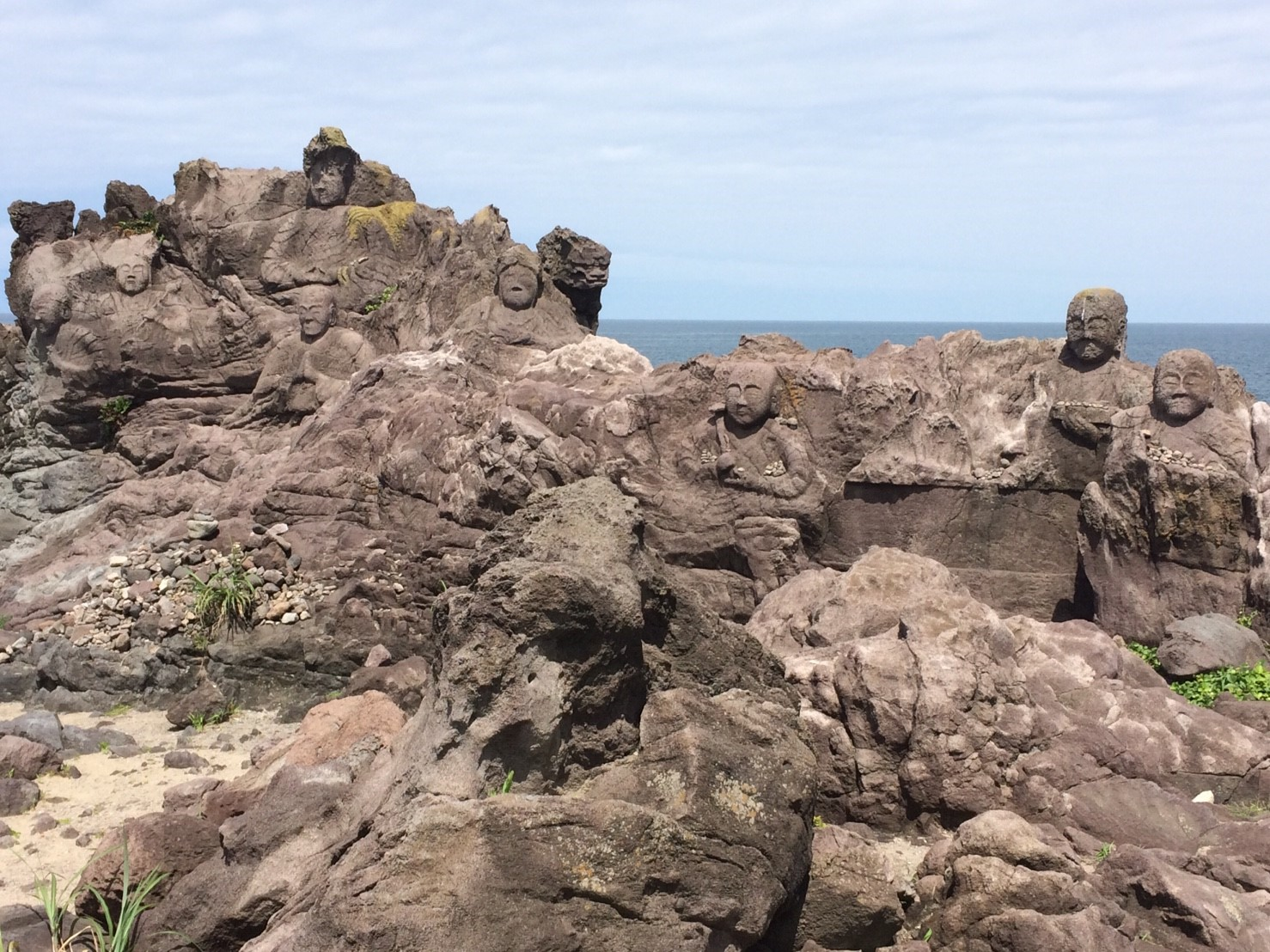
十六羅漢岩の展望台下の風景
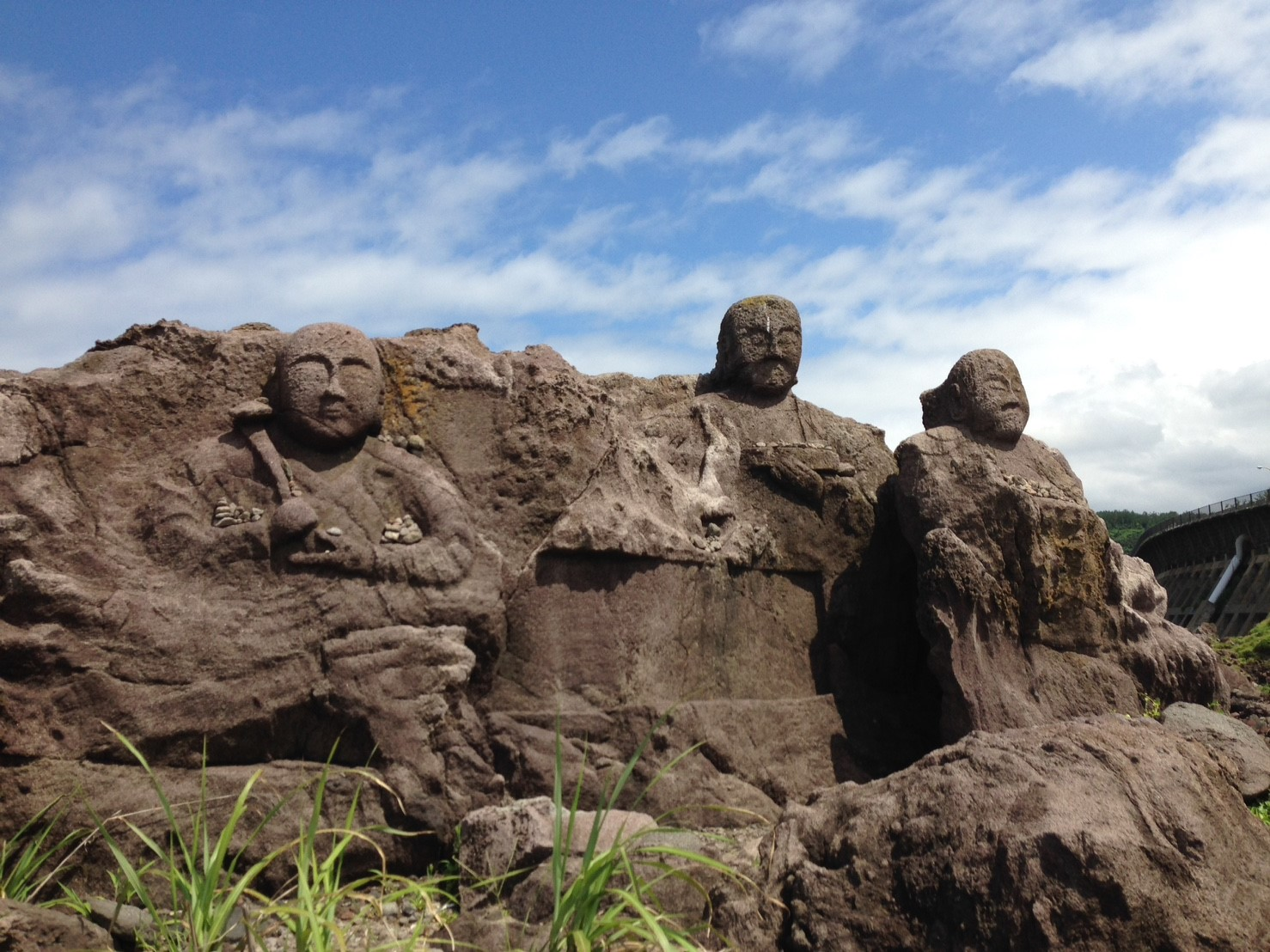
十六羅漢岩 (インガダ、ピンドーラ・バーラドゥヴァージャ、ジーヴァカ)
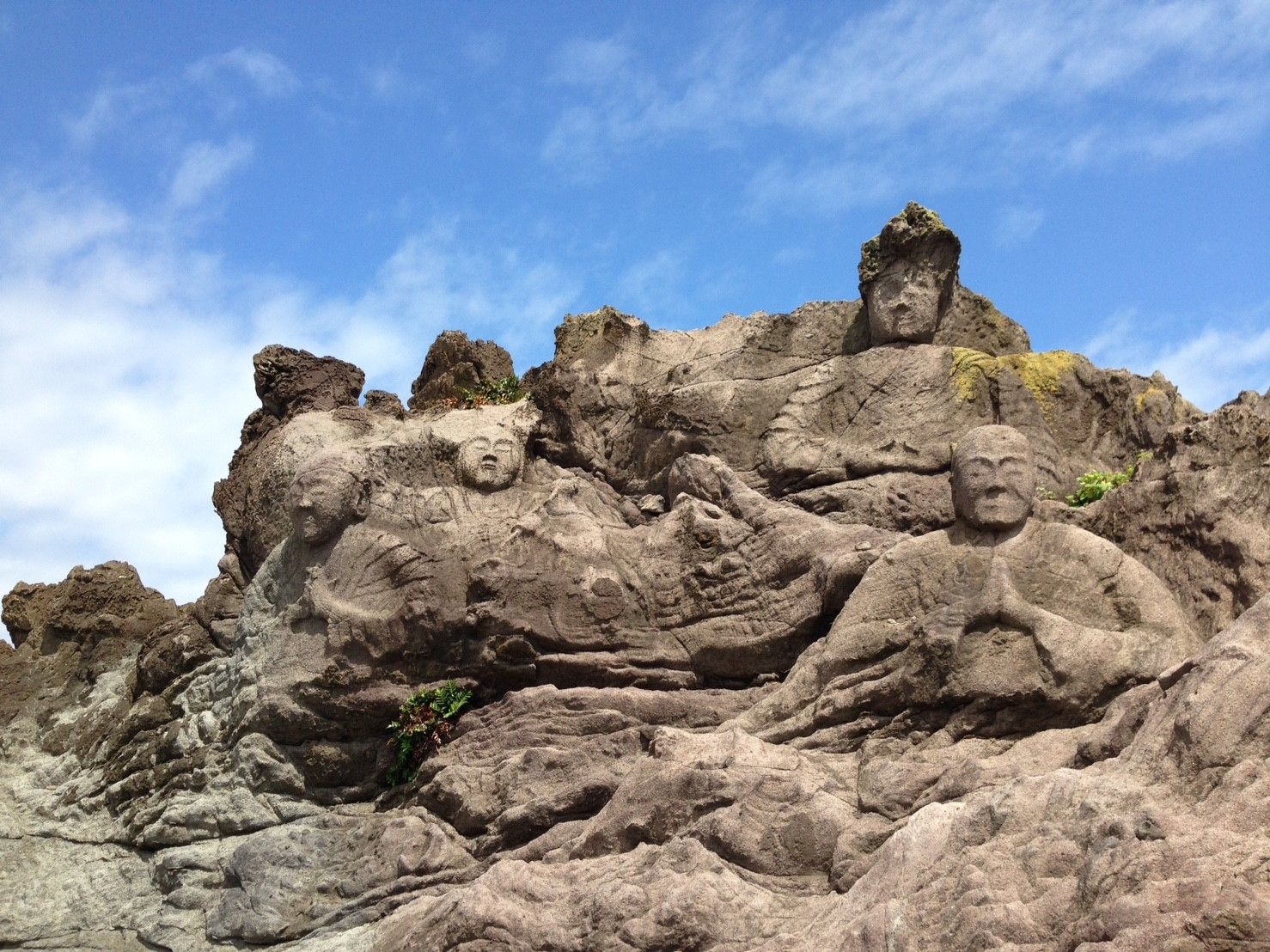
十六羅漢岩 (舎利佛、普賢菩薩、釈迦牟尼仏、目連)
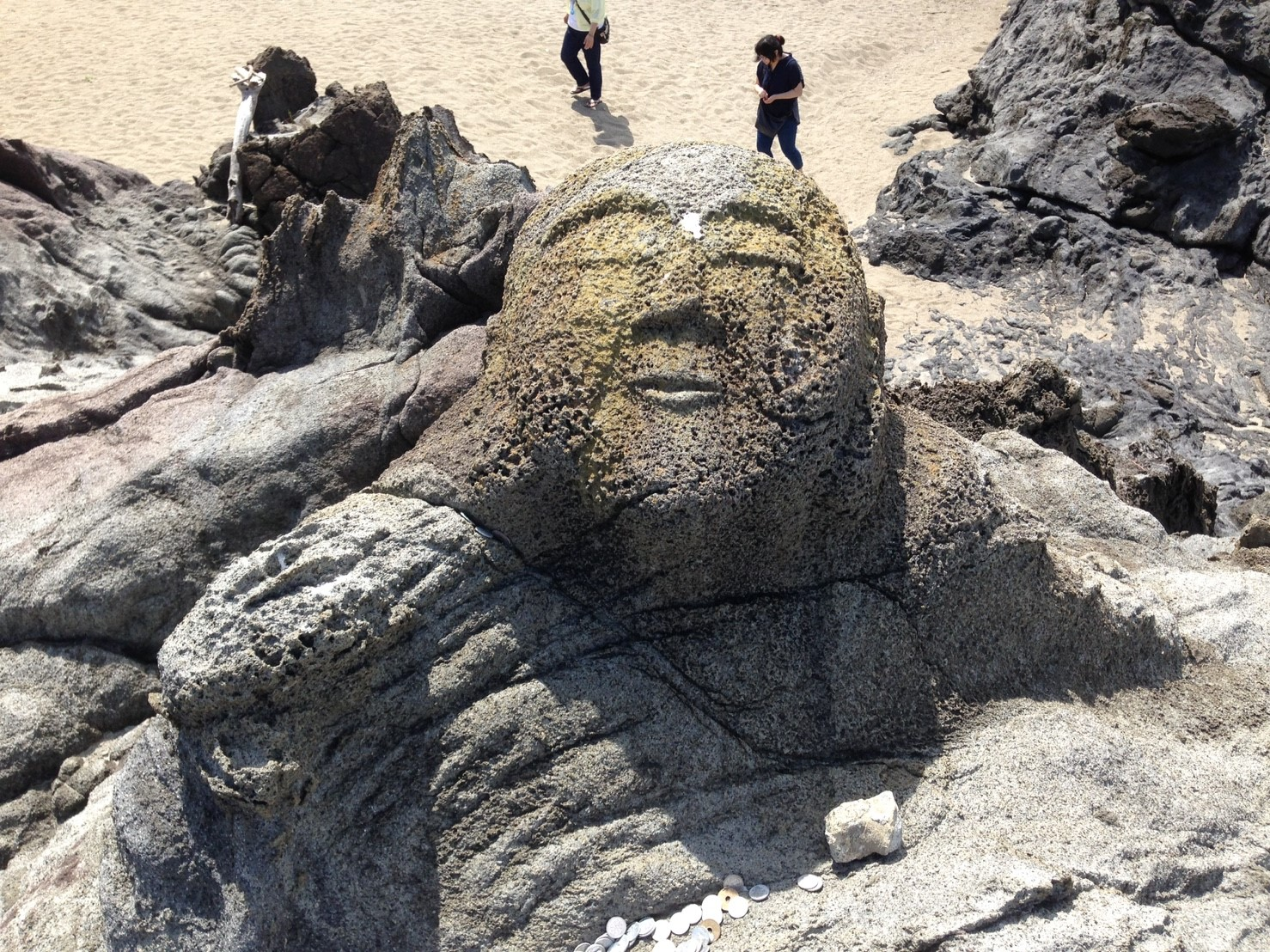
十六羅漢岩 (チューダパンタカ)

## その他
秋田市から酒田市にかけて、海岸線沿いには防風林としてクロマツが植えられてきたが、1982年以降のマツクイムシ被害と、塩風害によって痛めつけられ、マツ枯れ被害が増大した。十六羅漢付近でも樹齢百年をこえる松林が枯れ果て、県道を閉鎖して除去作業が行われた。また、近年の湿雪による冠雪害による倒木・幹折れ・枝折れがクロマツ被害に拍車をかけており、それに伴って強風・塩風害が問題となってきている。